# Kurba
La Kurba (in russo Курба́ ?; in buriato: Хүрбэ гол) è un fiume della Russia siberiana orientale meridionale, affluente destro dell'Uda (bacino idrografico della Selenga). Scorre nei rajon Chorinskij e Zaigraevskij della Repubblica Autonoma della Buriazia.
Il fiume, con il nome di Bol'šaja Kurba, ha origine sul versante meridionale della catena Ulan-Burgasy. Scorre in direzione sud-ovest. La lunghezza del fiume è di 227 km, l'area del bacino è di 5 530 km².